# Caroline Meyer
Caroline Meyer (* 18. Februar 1995) ist eine deutsche Ruderin. Sie gewann die Bronzemedaille bei der Weltmeisterschaft 2018 im Leichtgewichts-Doppelvierer.

## Karriere
Meyer gewann 2015 mit Lena Daniel, Luisa Werner und Clara Bergau die Bronzemedaille im Leichtgewichts-Doppelvierer bei den U23-Weltmeisterschaften hinter den Booten aus Italien und der Schweiz. Bei der U23-Weltmeisterschaft 2016 belegte sie mit Charlotte Meinen den sechsten Platz im Leichtgewichts-Doppelzweier. Ein Jahr später startete sie wieder bei der U23-Weltmeisterschaft 2017 im Leichtgewichts-Doppelzweier. Dieses Mal belegte sie mit ihrer Partnerin Kathrin Morbe den vierten Platz im A-Finale.
2018 startete sie zusammen mit Ladina Meier, Ronja Fini Sturm und Katrin Thoma beim dritten Ruder-Weltcup der Saison in Luzern im Leichtgewichts-Doppelvierer. Hinter den Chinesinnen und Däninnen konnten sie die Bronzemedaille gewinnen. Im September ging sie auch bei den Weltmeisterschaften im Leichtgewichts-Doppelvierer an den Start. Zusammen mit Ronja Fini Sturm, Ladina Meier und Anja Noske gewann sie die Bronzemedaille hinter den Booten aus China und Dänemark.

## Internationale Erfolge
- 2015: Bronzemedaille U23-Weltmeisterschaften im Leichtgewichts-Doppelvierer
- 2016: 6. Platz U23-Weltmeisterschaften im Leichtgewichts-Doppelzweier
- 2017: 4. Platz U23-Weltmeisterschaften im Leichtgewichts-Doppelzweier
- 2018: Bronzemedaille Weltmeisterschaften im Leichtgewichts-Doppelvierer